# Ariasella
Ariasella is een geslacht van insecten uit de familie van de Hybotidae, die tot de orde tweevleugeligen (Diptera) behoort.

## Soorten
Deze lijst is mogelijk niet compleet.
- A. pandellei Séguy, 1941
- A. pieltaini Gil, 1936
- A. semiaptera Gil, 1923